# 馬異
馬異（?—?），河南人。
興元元年（784年）年進士及第。盧仝讀其詩，寄詩與他結交，並稱美“絕勝明珠千萬斛”。馬異亦有詩酬答。辛文房以為馬異詩虽“风骨棱棱，不免枯瘠。”王世貞素不喜馬異詩，斥為“乞兒唱長短急口歌博酒食者”。胡应麟則認為：“卢仝之拙朴，马异之庸猥。”又云：“卢仝、马异、孟郊、贾岛，并出一时，其诗体酷类。”其餘事蹟不詳。《全唐詩》存其詩四首。